# Cima Catinaccio
La Cima Catinaccio (Rosengartenspitze en alemany; 2.981 m.) és el segon cim més alt del Grup del Catinaccio, a les Dolomites. Repartit entre els ajuntaments de Tires (Tirol del Sud) i Sèn Jan de Fassa (Província de Trento), és divisòria hidrogràfica entre la Val di Tires i la Vall de Fassa.

## Morfologia i geologia

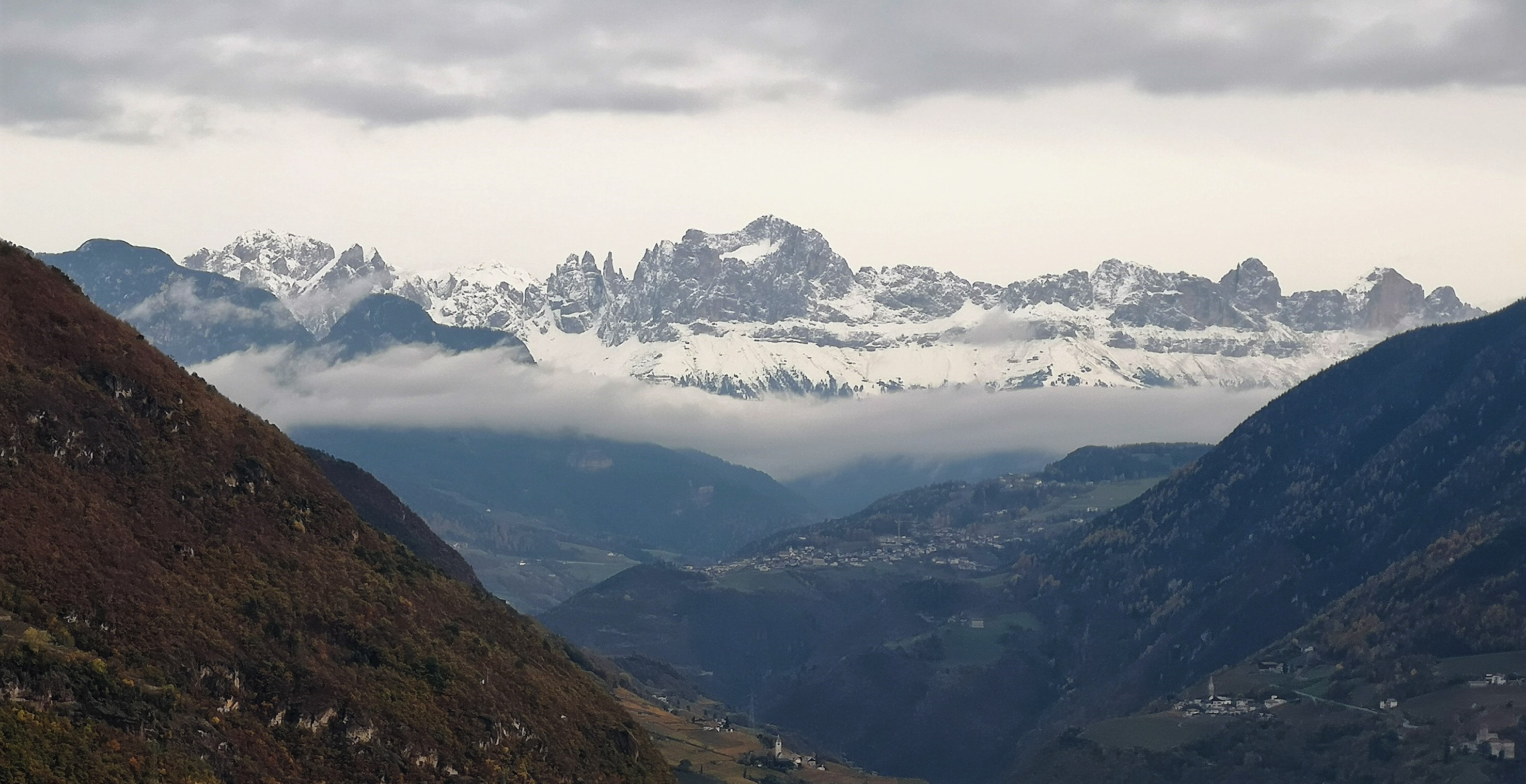
El grup del Rosengarten vist des de Bozen

La muntanya, com totes les del seu grup, és constituïda de dolomia, roca que té origen en la sedimentació d'un antic Escull de corall i després sotmesa a una elevada erosió.
De matinada i al capvespre està sotmès com qualsevol altre pic dolomita al fenomen de l'enrosament. Els vessants semblen més suaus a l'eix nord-sud, mentre que cauen en vertical durant diversos centenars de metres a l'eix est-oest.

## Història
Els primers a escalar la Cima Catinaccio van ser dos turistes de nacionalitat anglesa: Charles Comyns Tucker i T. H. Carson, que havien contractat l'any 1874 una guia, François Devouassoud, per aconseguir-lo. En els primers anys del Segle XX, amb l'expansió de l'alpinisme modern, han estat obertes nombroses vies de pujada de diverses dificultats.